# 蒂博尔萨拉什
蒂博萨尔拉什（匈牙利語：Tiborszállás）是匈牙利索博尔奇-索特马尔-拜赖格州所辖的一个村。总面积25.52平方公里，总人口976，人口密度38.2人/平方公里（2011年1月1日）。